# 나탈리아 델 마르
《나탈리아 델 마르》(스페인어: Natalia del mar)는 2011년부터 2012년까지 방영된 베네수엘라의 텔레노벨라이다.